# جون باول ماكبرايد
جون باول ماكبرايد (بالإنجليزية: John Paul McBride)‏ هو لاعب كرة قدم بريطاني في مركز الوسط، ولد في 28 نوفمبر 1978 في هميلتون في المملكة المتحدة. شارك مع منتخب اسكتلندا تحت 21 سنة لكرة القدم. أما مع النوادي، فقد لعب مع آرهوس جمناستيك فورينينغ وديري سيتي وسانت جونستون ونادي بارتيك ثيسل ونادي ستنهاوسموير ونادي ستيرلينغ ألبيون ونادي سلتيك.

## وصلات خارجية
- جون باول ماكبرايد على موقع قاعدة بيانات كرة القدم.إي يو (الإنجليزية)
- جون باول ماكبرايد على موقع Soccerbase.com (لاعب) (الإنجليزية)